# Căteasca
Căteasca è un comune della Romania di 3 900 abitanti, ubicato nel distretto di Argeș, nella regione storica della Muntenia.
Il comune è formato dall'unione di 7 villaggi: Catanele, Căteasca, Cireșu, Coșeri, Gruiu, Recea, Siliștea. I villaggi di Cireșu, Gruiu e Siliștea facevano parte del comune indipendente di Siliștea, unito con il comune di Căteasca nel 1968.